# Stolberg (Porajnje)
Stolberg (službeno: Stolberg (Rhld.))  je grad u Sjevernoj Rajni-Vestfaliji u Njemačkoj. Jedno je od 10 općinskih središta okruga Region Aachena.

## Rijeke
Najvažnije rijeke su Vichtbach i Inde. Vichtbach teče kroz područje grada, od juga prema sjeveru i pridružuje se kod četvrti Steinfurt Velau u Indu.

## Stanovništvo
| Četvrt              | Stanovništvo* |
| ------------------- | ------------- |
| Atsch               | 4.090         |
| Breinig             | 4.987         |
| Breinigerberg       | 971           |
| Büsbach             | 7.192         |
| Donnerberg          | 5.610         |
| Dorff               | 611           |
| Gressenich          | 2.566         |
| Mausbach            | 4.657         |
| Münsterbusch        | 6.948         |
| Oberstolberg        | 7.608         |
| Schevenhütte        | 706           |
| Unterstolberg       | 5.579         |
| Venwegen            | 1.491         |
| Vicht               | 1.879         |
| Vicht-Breinigerberg | 41            |
| Werth               | 1.032         |
| Zweifall            | 2.055         |
| Stolberg            | 58.023        |

## Politika
Stolberg pripada regiji Kölnu, okružni sud je u Eschweileru.

### Lokalni izbori
| Partija                 | %    | Sjedišta u gradskom vijeću |
| ----------------------- | ---- | -------------------------- |
| SPD                     | 37,7 | 17                         |
| CDU                     | 36,7 | 16                         |
| FDP                     | 8,8  | 4                          |
| Bündnis 90 / Die Grünen | 6,7  | 3                          |
| Die Linke               | 3,5  | 2                          |
| UWG                     | 2,9  | 1                          |
| NPD                     | 2,2  | 1                          |

Izbori su bili 30. kolovoza 2009. godine.

## Gradovi prijatelji
- Faches-Thumesnil (Francuska)
- Valognes (Francuska)
- Stolberg (Harz) (Njemačka)
- Grado (Italija)

## Gospodarstvo
Najveća industrijska poduzeća u Stolbergu su
- Prym
- die Stolberger KMB-Maschinenfabrik GmbH
- Stolberger Metallwerke
- Leoni-Kerpen GmbH
- Berzelius-Bleihütte Binsfeldhammer
- Saint-Gobain-Glass i Saint-Gobain-Sekurit
- Dalli

## Poznate Ličnocsti
- Dietmar Sous (* 1954), pisac
- Christiane Frantz (* 1970),znanstvenica
- Christina Klein alias LaFee (* 1990), pjevačica i glumica